# KNVB-Pokal 1978/79
Der KNVB-Pokal 1978/79 war die 61. Auflage des niederländischen Fußball-Pokalwettbewerbs. Er begann am 19. August 1978 mit der ersten Runde, an der nur Amateurmannschaften und Vereine der Eerste Divisie teilnahmen. Ab der zweiten Runde kamen die Mannschaften der Eredivisie hinzu.
Pokalsieger wurde Ajax Amsterdam. Das Team gewann das Turnier im Wiederholungsspiel gegen FC Twente '65, nachdem das erste Endspiel 1:1 unentschieden endete. Da Ajax auch nationaler Meister wurde, nahm der unterlegene Finalist am Europapokal der Pokalsieger teil.

## Modus
Bis zur 3. Runde und im Finale wurden die Begegnungen in einem Spiel entschieden. Das Viertel- und Halbfinale wurden in Hin- und Rückspiel ausgetragen. Bei Torgleichheit nach zwei Spielen wurde die Auswärtstorregel angewandt.

## 1. Runde
Die erste Runde fand am 19. und 20. August 1978 mit neun Vereinen aus dem Amateurbereich und den 19 Vertretern der Eerste Divisie statt.
| Datum      |                     | Ergebnis |                        |
| ---------- | ------------------- | -------- | ---------------------- |
| 19.08.1978 | Fortuna SC Sittard  | 2:1      | Haarlemse FC EDO       |
| 19.08.1978 | CVV De Jordan Boys  | 00:10    | FC Amsterdam           |
| 19.08.1978 | SC Veendam          | 3:1      | ACV Assen              |
| 19.08.1978 | FC Vlaardingen '74  | 1:2      | VV Noordwijk           |
| 20.08.1978 | FC Den Bosch ʼ67    | 5:2      | VV Geldrop             |
| 20.08.1978 | FC Dordrecht        | 3:0      | SC Amersfoort          |
| 20.08.1978 | Excelsior Rotterdam | 2:0      | SC Cambuur             |
| 20.08.1978 | BV De Graafschap    | 4:1      | Helmond Sport          |
| 20.08.1978 | SC Heerenveen       | 1:0      | SC Telstar 1963        |
| 20.08.1978 | VV Rheden           | 2:1      | VV Hoogeveen           |
| 20.08.1978 | SVV Schiedam        | 1:2      | SC Heracles Almelo '74 |
| 20.08.1978 | TOP Oss             | 1:2      | Willem II Tilburg      |
| 20.08.1978 | VUC Den Haag        | 2:3      | VV Eindhoven           |
| 20.08.1978 | FC Wageningen       | 1:0      | FC Groningen           |

## 2. Runde
Die zweite Runde fand vom 14. bis 25. Oktober 1978 statt. In dieser Runde stiegen die 18 Mannschaften der Eredivisie in den Wettbewerb ein.
| Datum      |                        | Ergebnis              |                          |
| ---------- | ---------------------- | --------------------- | ------------------------ |
| 14.10.1978 | Ajax Amsterdam         | 3:2                   | VV Eindhoven             |
| 14.10.1978 | Fortuna SC Sittard     | 4:3                   | VV Rheden                |
| 14.10.1978 | HFC Haarlem            | 2:2 n. V. (3:4 i. E.) | VV Noordwijk             |
| 14.10.1978 | PSV Eindhoven          | 11:10                 | FC Dordrecht             |
| 15.10.1978 | Excelsior Rotterdam    | 1:2                   | AZ '67 Alkmaar           |
| 15.10.1978 | BV De Graafschap       | 2:1 n. V.             | Vitesse Arnheim          |
| 15.10.1978 | SC Heracles Almelo '74 | 0:1                   | FC Den Bosch ʼ67         |
| 15.10.1978 | FC Volendam            | 2:1                   | Feyenoord Rotterdam      |
| 15.10.1978 | FC Wageningen          | 4:0                   | FC Amsterdam             |
| 15.10.1978 | Willem II Tilburg      | 1:2                   | Roda JC Kerkrade         |
| 25.10.1978 | FC Den Haag            | 4:2                   | NEC Nijmegen             |
| 25.10.1978 | NAC Breda              | 2:1                   | Go Ahead Eagles Deventer |
| 25.10.1978 | PEC Zwolle             | 4:1                   | MVV Maastricht           |
| 25.10.1978 | Sparta Rotterdam       | 4:1                   | VVV-Venlo                |
| 25.10.1978 | FC Twente '65          | 4:1                   | SC Veendam               |
| 25.10.1978 | FC Utrecht             | 2:0                   | SC Heerenveen            |

## 3. Runde
| Datum      |                    | Ergebnis              |                  |
| ---------- | ------------------ | --------------------- | ---------------- |
| 18.11.1978 | AZ '67 Alkmaar     | 4:1                   | FC Wageningen    |
| 18.11.1978 | Fortuna SC Sittard | 2:0 n. V.             | BV De Graafschap |
| 18.11.1978 | NAC Breda          | 1:0                   | FC Utrecht       |
| 18.11.1978 | VV Noordwijk       | 1:3                   | FC Volendam      |
| 18.11.1978 | PSV Eindhoven      | 3:2                   | FC Den Bosch ʼ67 |
| 19.11.1978 | Ajax Amsterdam     | 3:0                   | Roda JC Kerkrade |
| 19.11.1978 | FC Den Haag        | 2:2 n. V. (3:4 i. E.) | FC Twente '65    |
| 19.11.1978 | Sparta Rotterdam   | 3:0                   | PEC Zwolle       |

## Viertelfinale
| Datum             |                    | Gesamt |                  | Hinspiel | Rückspiel |
| ----------------- | ------------------ | ------ | ---------------- | -------- | --------- |
| 14.03./21.03.1979 | FC Twente '65      | 3:1    | AZ '67 Alkmaar   | 1:1      | 2:0       |
| 14.03./21.03.1979 | FC Volendam        | 2:0    | Sparta Rotterdam | 0:0      | 2:0       |
| 20.03./04.04.1979 | Fortuna SC Sittard | 0:4    | Ajax Amsterdam   | 0:2      | 0:2       |
| 20.03./04.04.1979 | NAC Breda          | 2:3    | PSV Eindhoven    | 1:1      | 1:2       |

## Halbfinale
| Datum             |               | Gesamt    |                | Hinspiel | Rückspiel |
| ----------------- | ------------- | --------- | -------------- | -------- | --------- |
| 18.04./24.04.1979 | FC Volendam   | (a)4:4(a) | Ajax Amsterdam | 3:3      | 1:1       |
| 19.04./24.04.1979 | FC Twente '65 | 4:3       | PSV Eindhoven  | 4:2      | 0:1       |

## Finale
| Ajax Amsterdam                                | Ajax Amsterdam | FC Twente '65 | FC Twente '65 |
| --------------------------------------------- | --- | --- | ------------- |
| Ajax Amsterdam                                | \| 15. Mai 1979 in Rotterdam (Feyenoord-Stadion) \| \| Ergebnis: 1:1 n. V. (1:1, 1:1) \| \| Zuschauer: 29.503 \| \| Schiedsrichter: Gerard Jonker \| \| Spielbericht \|                                   | \| 15. Mai 1979 in Rotterdam (Feyenoord-Stadion) \| \| Ergebnis: 1:1 n. V. (1:1, 1:1) \| \| Zuschauer: 29.503 \| \| Schiedsrichter: Gerard Jonker \| \| Spielbericht \|                                                                    | FC Twente '65 |
| Ajax Amsterdam                                | Piet Schrijvers – Pet Wijnberg, Jan Everse, Ruud Krol , Wim Meutstege – Dick Schoenaker, Frank Arnesen, Søren Lerby – Tscheu La Ling, Ray Clarke (109. Hans Erkens), Simon Tahamata Cheftrainer: Cor Brom | André van Gerven – Niels Overweg, Romeo Zondervan, Epi Drost , Ab Gritter – Heini Otto, Kick van der Vall, Theo Pahlplatz – Jaap Bos, Hallvar Thoresen, Søren Lindsted (111. Manuel Sánchez Torres) Cheftrainer: Antoine Kohn ( Luxemburg) | FC Twente '65 |
| Ajax Amsterdam                                | 1:1 Ray Clarke (41., Foulelfmeter) | 0:1 Wim Meutstege (14., Eigentor) | FC Twente '65 |
| 15. Mai 1979 in Rotterdam (Feyenoord-Stadion) | | |               |
| Ergebnis: 1:1 n. V. (1:1, 1:1)                | | |               |
| Zuschauer: 29.503                             | | |               |
| Schiedsrichter: Gerard Jonker                 | | |               |
| Spielbericht                                  | | |               |

### Wiederholungsspiel
| Ajax Amsterdam                                | Ajax Amsterdam | FC Twente '65 | FC Twente '65 |
| --------------------------------------------- | --- | --- | ------------- |
| Ajax Amsterdam                                | \| 29. Mai 1979 in Rotterdam (Feyenoord-Stadion) \| \| Ergebnis: 3:0 (1:0) \| \| Zuschauer: 29.000 \| \| Schiedsrichter: Jan Keizer \| \| Spielbericht \|                                                | \| 29. Mai 1979 in Rotterdam (Feyenoord-Stadion) \| \| Ergebnis: 3:0 (1:0) \| \| Zuschauer: 29.000 \| \| Schiedsrichter: Jan Keizer \| \| Spielbericht \|                                                                           | FC Twente '65 |
| Ajax Amsterdam                                | Piet Schrijvers – Pet Wijnberg, Jan Everse, Ruud Krol , Wim Meutstege – Dick Schoenaker, Frank Arnesen, Søren Lerby – Tscheu La Ling (79. Hans Erkens), Ray Clarke, Simon Tahamata Cheftrainer: Cor Brom | André van Gerven – Niels Overweg, Romeo Zondervan, Epi Drost , Bert Strijdveen (68. Søren Lindsted) – Kick van der Vall, Heini Otto, Theo Pahlplatz – Jaap Bos, Ab Gritter, Hallvar Thoresen Cheftrainer: Antoine Kohn ( Luxemburg) | FC Twente '65 |
| Ajax Amsterdam                                | 1:0 Ray Clarke (26.) 2:0 Simon Tahamata (47.) 3:0 Dick Schoenaker (64.) | | FC Twente '65 |
| 29. Mai 1979 in Rotterdam (Feyenoord-Stadion) | | |               |
| Ergebnis: 3:0 (1:0)                           | | |               |
| Zuschauer: 29.000                             | | |               |
| Schiedsrichter: Jan Keizer                    | | |               |
| Spielbericht                                  | | |               |